# Vesele Druhe, Ceaplînka
Vesele Druhe (în ucraineană Веселе Друге) este un sat în comuna Hlibodarivka din raionul Ceaplînka, regiunea Herson, Ucraina.

## Demografie
Componența lingvistică a localității Vesele Druhe
     Ucraineană (98%)
     Rusă (2%)
Conform recensământului din 2001, majoritatea populației localității Vesele Druhe era vorbitoare de ucraineană (98%), existând în minoritate și vorbitori de rusă (2%).